# Dennis Wilson (Jazzmusiker)
Dennis Wilson (* 22. Juli 1952 in Greensboro (North Carolina)) ist ein amerikanischer Jazzmusiker (Posaune, Arrangement).

## Leben und Wirken
Wilson besuchte das Berklee College of Music und schloss 1974 mit einem Bachelor in Musikerziehung ab. Zwischen 1973 und 1975 gehörte er zum Orchester von Lionel Hampton; 18 Monate lang war er der musikalische Leiter der Band. Wilson arbeitete daneben freiberuflich bei Dizzy Gillespie, Clark Terry und Stan Kenton, bevor er 1977 Mitglied des Count Basie Orchestra wurde. Wilson spielte auf mehreren Basie-Alben und leitete die Band (nach dem Tod von Count Basie), als sie Manhattan Transfer auf deren Album Vocalese (1985) begleitete; Wilson arrangierte zudem für das Album, das mit einem Grammy ausgezeichnet wurde. Mit dem Count Basie Orchestra wirkte er an weiteren Alben mit. Er arbeitete mit Sarah Vaughn, Frank Sinatra, Ella Fitzgerald, Joe Williams, Caterina Valente und Diane Schuur. 
In den 1990er Jahren schloss sich Wilson der Carnegie Hall Jazz Band von Jon Faddis an. Zudem gründete und leitete er das Detroit Jazz Festival Orchestra. 1994 wurde er Hochschullehrer an der Kansas State University, wo er den Jazzstudiengang leitete. 1998 war er stellvertretender Dekan im College of Arts and Sciences. Im Jahr 2001 wurde Wilson zum Artist in Residence der San Jose Jazz Society ernannt; zu seinen Aufgaben gehören die Leitung und Auftritte mit dem San Jose Jazz Orchestra. Im Jahr 2002 wurde er als Professor an die Jazz-Fakultät der University of Michigan berufen, wo er seither tätig ist. Zurzeit ist er außerdem Music Production Manager für das Basie-Orchester.
Seine Arrangements zu „Travelin’ Light“ und dem „One O’Clock Jump“ wurden von mehreren Bigbands eingespielt. Weiterhin ist er auf Aufnahmen mit Bill Doggett, Frank Wess, Jimmy McGriff, dem Gerald Wilson Orchestra und Buddy Guy zu hören.